# مختارخان دلدابيكوف
مختارخان دلدابيكوف (مواليد 19 مارس 1976) هو ملاكم كازاخستاني، مثّل بلاده في الألعاب الأولمبية الصيفية في دورتي 2000 و2004.

## روابط خارجية
مختارخان دلدابيكوف على موقع أوليمبيديا (الإنجليزية)